# Liberated (відеогра)
Liberated (укр. Визволені) — відеогра, пригодницький бойовик, розроблена Atomic Wolf та видана Walkabout Games у 2020 році. Реліз гри на Nintendo Switch відбувся 2 червня 2020 року, і на Microsoft Windows 30 липня 2020 року. Розширене видання було випущено для Nintendo Switch 3 грудня 2020 року, а для PlayStation 4, Xbox One та Xbox Series X/S 20 квітня 2022 року.
Гра особлива власноруч створеним інтерактивним артом у стилі ігрового коміксу, який має на меті змусити гравця почуватися, наче він перебуває усередині справжньої графічної новели. Історія відбувається в тех-нуарному/кіберпанковому трилері, де розповідається про демократичний устрій, що тоне в авторитаризмі.

## Оцінки й відгуки
| Агрегатор  | Оцінка |
| ---------- | ------ |
| Metacritic | 59/100 |

| Видання               | Оцінка |
| --------------------- | ------ |
| GameSpot              | 4/10   |
| Nintendo Life         | [ 12 ] |
| Nintendo World Report | 3/10   |
| Shacknews             | 6/10   |

Liberated отримала змішані відгуки від критиків. На Metacritic, версія гри для Nintendo Switch здобула оцінку 59/100 на основі 19 відгуків. Гру похвалили за художнє оформлення та музичний супровід, але вона піддалася критиці за свій ігролад, дизайн рівнів і погану продуктивність версії для Nintendo Switch.